# آلکساندر استپانیان
آلکساندر استپانیان ( اوکراینی: Олександр Степанян؛ زادهٔ ۱۰ ژانویهٔ ۱۹۶۸) کشتی‌گیر در رشته فرنگی ارمنی‌تبار اهل اوکراین که در وزن ۵۸ کیلوگرم مردان در بازی‌های المپیک تابستانی ۲۰۰۰ سیدنی به رقابت پرداخت.

## نتایج
| رقابت‌های بین‌المللی کشتی آزاد بزرگسالان | رقابت‌های بین‌المللی کشتی آزاد بزرگسالان | رقابت‌های بین‌المللی کشتی آزاد بزرگسالان | رقابت‌های بین‌المللی کشتی آزاد بزرگسالان | رقابت‌های بین‌المللی کشتی آزاد بزرگسالان | رقابت‌های بین‌المللی کشتی آزاد بزرگسالان | رقابت‌های بین‌المللی کشتی آزاد بزرگسالان |
| نتیجه                                  | رکورد                                  | حریف                                   | امتیاز                                 | تاریخ                                  | رویداد                                 | مکان                                   |
| بازی‌های المپیک ۱۶ام در ۵۸ ک‌گ           | بازی‌های المپیک ۱۶ام در ۵۸ ک‌گ           | بازی‌های المپیک ۱۶ام در ۵۸ ک‌گ           | بازی‌های المپیک ۱۶ام در ۵۸ ک‌گ           | بازی‌های المپیک ۱۶ام در ۵۸ ک‌گ           | بازی‌های المپیک ۱۶ام در ۵۸ ک‌گ           | بازی‌های المپیک ۱۶ام در ۵۸ ک‌گ           |
| -------------------------------------- | -------------------------------------- | -------------------------------------- | -------------------------------------- | -------------------------------------- | -------------------------------------- | -------------------------------------- |
|                                        |                                        |                                        |                                        | ۲۰۰۰                                   | مسابقات قهرمانی کشتی بازی‌های المپیک    | سیدنی                                  |
| مسابقات قهرمانی کشتی اروپا ۱۴ام در ک‌گ  |                                        |                                        |                                        |                                        |                                        |                                        |
|                                        |                                        |                                        |                                        | 14 آوریل ۲۰۰۰                          | مسابقات قهرمانی کشتی اروپا             | مسکو                                   |
| مقدماتی المپیک ۴ام در ۵۸ ک‌گ            |                                        |                                        |                                        |                                        |                                        |                                        |
|                                        |                                        |                                        |                                        | ۱۸ مارس ۲۰۰۰                           | مقدماتی المپیک                         | اسکندریه                               |
| مقدماتی المپیک در ۵۸ ک‌گ                |                                        |                                        |                                        |                                        |                                        |                                        |
|                                        |                                        |                                        |                                        | ۱۹ فوریه ۲۰۰۰                          | مقدماتی المپیک                         | تاشکند                                 |
| مسابقات قهرمانی جهان ۷ام در ۵۸ ک‌گ      |                                        |                                        |                                        |                                        |                                        |                                        |
|                                        |                                        |                                        |                                        | ۲۷ اوت ۱۹۹۸                            | مسابقات قهرمانی کشتی جهان              | یوله                                   |
| Vantaa Painicup در ۵۸ ک‌گ               |                                        |                                        |                                        |                                        |                                        |                                        |
|                                        |                                        |                                        |                                        | ۱۳ دسامبر ۱۹۹۷                         | -                                      | وانتا                                  |
| مسابقات قهرمانی جهان ۹ام در ۶۳ ک‌گ      |                                        |                                        |                                        |                                        |                                        |                                        |
|                                        |                                        |                                        |                                        | ۱۰ سپتامبر ۱۹۹۷                        | مسابقات قهرمانی                        | وروتسواف                               |
| جام جهانی در ۵۲ ک‌گ                     |                                        |                                        |                                        |                                        |                                        |                                        |
|                                        |                                        |                                        |                                        | ۳۰ ژوئیه ۱۹۸۸                          | جام جهانی                              | آتن                                    |